# Ghost Rider (film)
Pour les articles homonymes, voir Ghost Rider.
Série
Ghost Rider 2 : L'Esprit de vengeance
(2012)
Pour plus de détails, voir Fiche technique et Distribution.
Ghost Rider est un film fantastique et de super-héros américano-australien écrit et réalisé par Mark Steven Johnson, sorti en 2007.
Adapté des comics du même nom créés par Roy Thomas, et parus chez Marvel Comics, le film met en scène Nicolas Cage dans le rôle de Johnny Blaze, un cascadeur motocycliste qui vend son âme au Diable et se transforme en Ghost Rider.
En 2012, sort une suite intitulée Ghost Rider 2 : L'Esprit de vengeance (Ghost Rider: Spirit of Vengeance).

## Synopsis
À l'époque de la conquête de l'Ouest, le Diable, Méphistophélès (Peter Fonda), envoie son chasseur de primes, le « Ghost Rider », pour signer son contrat avec un millier d'âmes corrompues de la ville de San Venganza. Puisque la nature du contrat pourrait donner à Méphistophélès la puissance nécessaire pour ramener l'enfer sur terre, le Rider refuse de lui donner ce contrat et part en cavale.
Un siècle plus tard, Johnny Blaze (qui est interprété par Matt Long à ce moment du film) a dix-sept ans. Il vit et travaille avec son père cascadeur, un fumeur invétéré. Johnny est amoureux de Roxanne Simpson (qui est interprétée par Raquel Alessi à ce moment du film). Cette dernière révèle à Johnny que son père désapprouve leur liaison et a décidé d'envoyer sa fille faire des études dans une université lointaine. Roxanne et Johnny prévoient de partir ensemble sur sa moto. Ils se donnent rendez-vous le lendemain à midi. Johnny rentre chez lui et trouve son père endormi devant la télévision. Johnny découvre dans la poubelle un papier sur lequel il est écrit que son père est atteint d'un cancer des poumons. Johnny se rend dans le hangar et entretient les motos. Un vieil homme étrange entre et propose un contrat à Johnny. Il demande à Johnny son âme, en échange de guérir son père de son cancer. Johnny voulant lire le contrat se coupe le doigt sur la tranche du support. Une goutte de son sang tombe sur le parchemin. Le pacte est donc scellé et fait de lui le serviteur de Méphistophélès. Le lendemain, son père apprend à Johnny que son cancer est guéri. mais celui-ci meurt quelques heures plus tard lors d'une cascade pourtant banale. Le vieil homme est présent et Johnny l'accuse de la mort de son père, mais celui-ci lui rétorque qu'il a rempli la part de son contrat. Il annonce à Johnny qu'il le surveille discrètement et qu'il reviendra dans le futur lorsque cela sera « nécessaire ».
Des années plus tard, Johnny (désormais interprété par Nicolas Cage) est devenu un cascadeur professionnel célèbre pour avoir survécu à des cascades extrêmes. Avant d'exécuter une nouvelle cascade particulièrement périlleuse, Johnny retrouve Roxanne (désormais interprétée par Eva Mendes), devenue journaliste. Après avoir réussi son saut, Johnny rattrape Roxanne sur l'autoroute afin de l'inviter à dîner, non sans avoir pris d'énormes risques sur sa moto. Pendant ce temps, Blackheart (Wes Bentley), le fils démoniaque de Méphistophélès, vient sur Terre. Il aspire la vie de tous les occupants d'un bar du Hells Angels. Ses trois subordonnés (représentant l'eau, le vent et la terre) viennent à lui et il leur ordonne de l'aider à s'emparer du contrat de San Venganza. Méphistophélès réapparaît alors à Johnny et déclenche le processus de sa transformation, faisant de lui le nouveau Ghost Rider. La nuit, Blackheart et ses subordonnés pénètrent dans une gare de locomotives, située à l'emplacement du cimetière où était enterré le contrat de San Venganza. Le gardien de l'atelier les interpelle et leur révèle que le cimetière a été transféré ailleurs. Blackheart le tue. Johnny rejoint Blackheart et ses sbires et tue Gressil (celui représentant la terre) alors que les autres s'échappent. Peu après, une femme se fait agresser par un malfrat. Le Ghost Rider intervient. La femme s'enfuit. Ghost Rider tue le malfrat en utilisant son regard expiatoire : son âme brûle.
Au lever du soleil, Johnny redevient humain et se réveille dans un cimetière où il est soigné par le fossoyeur qui lui explique que Méphistophélès a fait de lui son homme de main. Plus tard, Johnny est arrêté par la police qui l'accuse d'avoir tué les occupants du bar de Hells Angels et le gardien de la gare. Les policiers l'enferment dans une cellule avec des malfrats qui commencent à l'agresser. Il se retransforme en Ghost Rider, s'évade, récupère sa moto et part à la poursuite de Blackheart. Il tue un deuxième homme de main (Abigor, qui représente l'air). Roxanne et la police sont sur les lieux. Blackheart, qui observe la scène de loin, comprend que Roxanne représente la faiblesse de Johnny.
Johnny  retourne voir le fossoyeur, qui lui parle de Carter Slade, un ranger qui a été le précédent Ghost Rider et a récupéré le contrat pour Mephistophélès. Il l'avertit aussi que Blackheart pourrait s'en prendre à ses proches. Johnny se précipite chez lui, mais Roxanne est déjà à la merci de Blackheart, sur qui le regard expiatoire n'a aucun effet puisqu'il n'a pas d'âme à brûler. Blackheart exige que Johnny lui rapporte le contrat, sans quoi il tuera Roxanne.
Johnny retourne de nouveau chez le fossoyeur qui lui donne le contrat et s'avère être Carter Slade ; il l'emmène ensuite à San Vanganza. Johnny se débarrasse du dernier homme de main de Blackheart, Wallow (qui représente l'eau), puis tente de reprendre son apparence de Ghost Rider pour maîtriser Blackheart ; l'aube naissante l'empêche cependant de se transformer. Blackheart absorbe le millier d'âmes contenues dans le contrat et tente de tuer Johnny, mais Roxanne lui tire dessus. Johnny s'empare alors de l'arme à laquelle il confère plus de puissance grâce à ses pouvoirs (en exploitant les zones d'ombre du village pour se transformer partiellement). Son tir atteint Blackheart, qui se reconstitue presque instantanément, cependant le millier d'âmes qu'il vient d'absorber permet à Johnny d'utiliser son regard expiatoire ; Blackheart tombe alors en catatonie.
Méphistophélès apparaît et félicite Johnny, puis lui propose de lui rendre son âme et de lui retirer ses pouvoirs ; ce dernier décide cependant de rester tel quel pour faire régner la justice. Après avoir assuré à Johnny qu'il le regrettera, Méphistophélès disparaît avec le corps de Blackheart, tandis que Johnny et Roxanne renouent.

## Fiche technique
Sauf indication contraire, les informations mentionnées dans cette section peuvent être confirmées par les bases de données cinématographiques IMDb et Allociné,  présentes dans la section « Liens externes ».

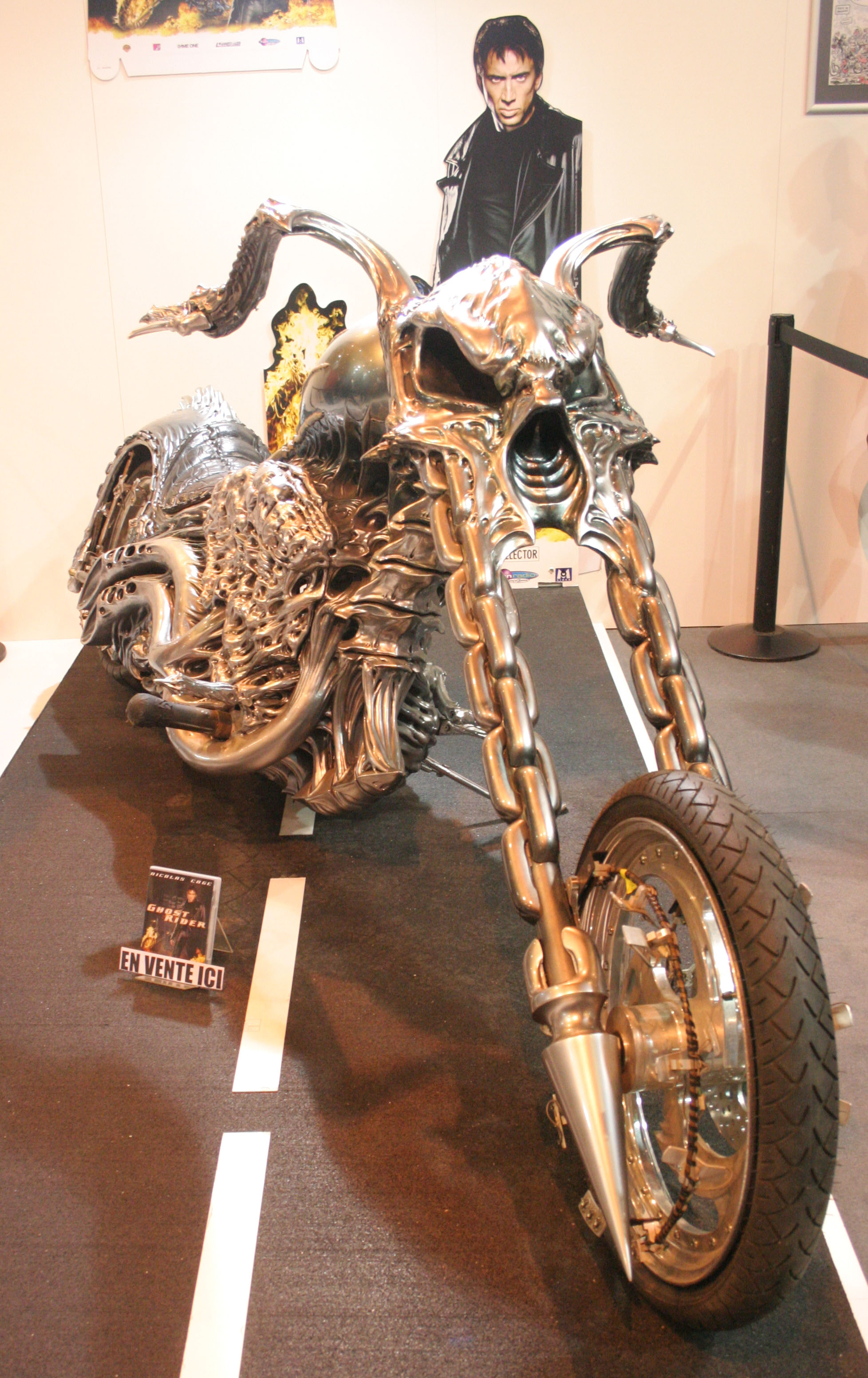
La moto de Ghost Rider.

- Titre original, français et québécois : Ghost Rider
- Réalisation : Mark Steven Johnson
- Scénario : Mark Steven Johnson d'après Marvel Comics
- Musique : Christopher Young
- Direction artistique : Peter Russell et Richard Hobbs
- Décors : Kirk M. Petruccelli
- Costumes : Lizzy Gardiner et Shareen Beringer
- Photographie : Russell Boyd
- Son : Greg Orloff, Dane A. Davis, Gary C. Bourgeois
- Montage : Richard Francis-Bruce
- Production : Avi Arad, Michael De Luca, Gary Foster et Steven Paul
  - Production déléguée : Avi Arad, David S. Goyer, Stan Lee, Kevin Feige, E. Bennett Walsh, Norman Golightly et Lynwood Spinks
  - Post-production : Anna Phelps
- Sociétés de production[1] :
  - États-Unis : Marvel Enterprises, Michael De Luca Productions et GH One LLC, en association avec Relativity Media et Crystal Sky Pictures, présenté par Columbia Pictures
  - Australie : Vengeance Productions Pty. Ltd.
- Société de distribution : Sony Pictures Entertainment (États-Unis) ; Société nouvelle de distribution (France) ; Buena Vista International (Suisse romande)
- Budget : 110 millions de $[2] ; 120 millions de $[3]
- Pays de production :  États-Unis,  Australie
- Langue originale : anglais
- Format[4] : couleur (DeLuxe) - 35 mm / D-Cinema - 2,35:1 (Cinémascope) (Panavision) - son DTS | Dolby Digital | SDDS | 3 Channel Stereo
- Genre : fantastique, action, thriller, super-héros
- Durée : 110 minutes ; 123 minutes (version longue)
- Dates de sortie[5] :
  - Australie : 15 février 2007
  - États-Unis, Québec : 16 février 2007[6]
  - France, Belgique, Suisse romande : 21 février 2007[7],[8]
- Classification[9] :
  - États-Unis : accord parental recommandé, film déconseillé aux moins de 13 ans (PG-13 - Parents Strongly Cautioned)[Note 1]
  - Australie : recommandé pour les personnes de plus de 15 ans (M - Mature)
  - France : tous publics avec avertissement[10],[Note 2]
  - Belgique : tous publics (Alle Leeftijden)[7]
  - Suisse romande : interdit aux moins de 12 ans[11]
  - Québec : tous publics - déconseillé aux jeunes enfants (G - General Rating)[6]

## Distribution

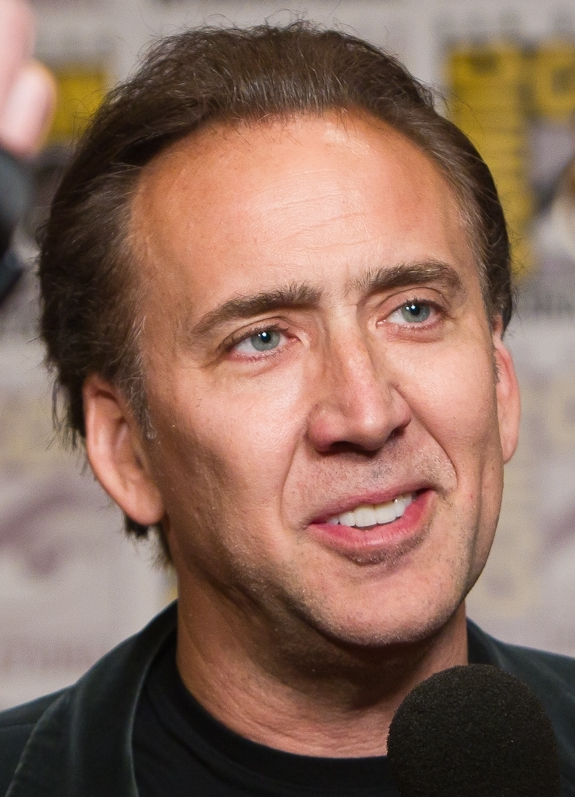
Nicolas Cage endosse le rôle de Johnny Blaze / Ghost Rider.

- Nicolas Cage (VF : Dominique Collignon-Maurin ; VQ : Benoît Rousseau) : Johnny Blaze / Ghost Rider
- Eva Mendes (VF : Julie Dumas ; VQ : Isabelle Leyrolles) : Roxanne Simpson
- Wes Bentley (VF : Damien Boisseau ; VQ : Tristan Harvey) : Blackheart
- Sam Elliott (VF : Jean-Bernard Guillard ; VQ : Aubert Pallascio) : le fossoyeur (en) / Carter Slade (en)
- Peter Fonda (VF : Féodor Atkine ; VQ : Guy Nadon) : Méphistophélès
- Donal Logue (VF : Jérôme Pauwels ; VQ : Gilbert Lachance) : Mack
- Brett Cullen (VF : François Siener ; VQ : Jean-René Ouellet) : Barton Blaze
- Lawrence Cameron Steele (VF : Patrice Melennec) : annonceur des X-Games
- Laurence Breuls (VF : Patrick Gosselin ; VQ : Benoit Éthier) : Gressil
- Daniel Frederiksen (VF : Yann Guillemot ; VQ : Claude Gagnon) : Wallow
- Mathew Wilkinson (en) (VF : Jean-Marc Charrier ; VQ : Sylvain Hétu) : Abigor
- Matt Long (VF : Alexis Tomassian) : Johnny Blaze jeune
- Raquel Alessi (VF : Florence Bisbal) : Roxanne Simpson jeune
- Kirstie Hutton : Amy Page
- Gibson Nolte (VF : Franck Capillery) : Stuart
- Rebel Wilson : Fille dans l'allée
- David Roberts : Capitaine Dolan
- Arthur Angel : le lieutenant Edwards
- Jason Raftopoulos : un inspecteur
- Duncan Young : un skinhead
- Joel Tobeck : un redneck
- Fabio Robles : le prêtre
- Charlie Garber : l'officier Mackie
- Richard Ian Cox : le pilote d'hélicoptère

Sources et légendes: Version française (VF) sur RS Doublage et VoxoFilm. Version québécoise (VQ) sur Doublage Québec

## Bande originale
La bande originale, composée par Christopher Young, est sortie le 19 février 2007 chez Varèse Sarabande.

## Accueil critique
Ghost Rider reçoit des critiques généralement négatives. Sur Rotten Tomatoes, Ghost Rider recense 27 % résultats positifs sur 122 critiques. Le résultat est similaire sur Metacritic, avec un classement de 35 réactions positives sur 100 basées sur 20 revues. Également, Michael Ordoña de Los Angeles Times et Jeannette Catsoulis du New York Times expriment leur déception face au film, Ordoña commente les « références sataniques » et les éléments du personnage qu'incarne Cage, et Catsoulis dénote l'effet que produit Johnny Blaze du fait qu'il soit « plus amusant qu'effrayant ».

### Box-office
Ghost Rider est commercialisé aux États-Unis le 16 avril 2007. Le film remporte 15 420 123 de dollars le jour de sa première diffusion pour un total de 45 388 836 $ durant sa première semaine de diffusion.
| Pays ou région | Box-office        | Date d'arrêt du box-office | Nombre de semaines |
| -------------- | ----------------- | -------------------------- | ------------------ |
| États-Unis     | 115 802 596 $     | 27 avril 2007              | 11                 |
| France         | 1 069 617 entrées | -                          | 7                  |
| Total mondial  | 228 738 393 $     | -                          | -                  |

## Distinctions
Entre 2007 et 2008, le film Ghost Rider a été sélectionné 12 fois dans diverses catégories et a remporté 1 récompense,.

### Récompenses
2008
- Prix Yoga (Yoga Awards) : Prix Yoga du pire acteur étranger pour Nicolas Cage.

### Nominations
2007
- Association internationale des critiques de musique de film :
  - Meilleure musique originale d’un film d'action / aventure pour Christopher Young.
- Prix de la Fondation Imagen : Meilleure actrice dans un long métrage pour Eva Mendes
- Prix Rondo Hatton horreur classique (Rondo Hatton Classic Horror Awards) : Meilleur film pour Mark Steven Johnson.
- Prix Schmoes d'or :
  - Pire film de l'année,
  - La plus grande déception de l'année.
- Prix Scream :
  - Meilleure adaptation de comics au cinéma,
  - Renard fantastique pour Eva Mendes.

2008
- Académie des films de science-fiction, fantastique et d'horreur - Prix Saturn : Meilleur film d'horreur.
- Éditeurs de sons de films : Meilleur montage sonore – Dialogues et doublages dans un long métrage pour Dane A. Davis, Stephanie Flack, Bobbi Banks, David A. Cohen, Chris Hogan et Fred Stafford.
- Prix Razzie : Pire acteur pour Nicolas Cage.
- Taurus - Prix mondiaux des cascades : Meilleure cascade spécialisée pour Robert Jones et Shea Adams[Note 3].

## Autour du film

### Comparaison avec les comics

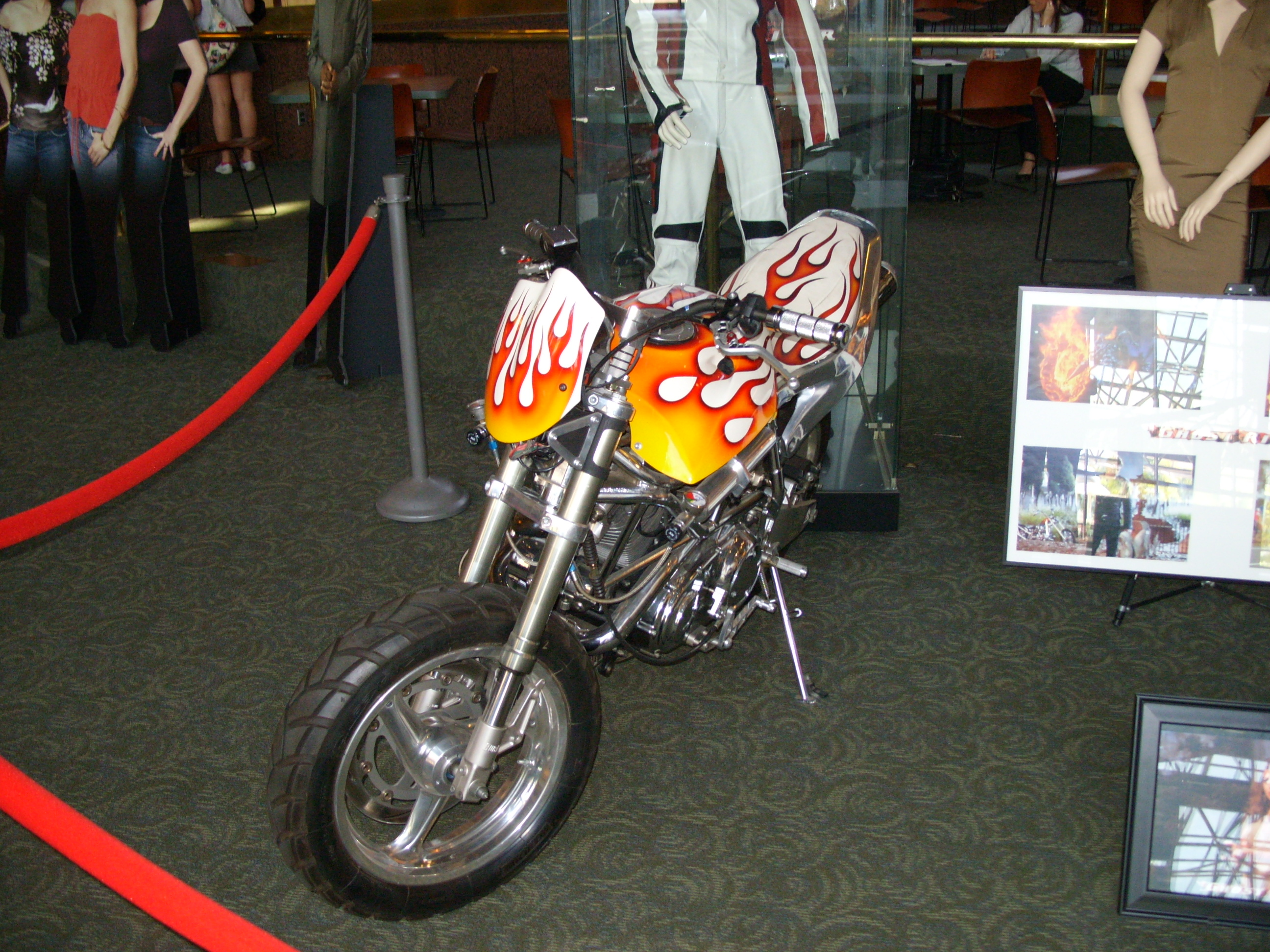
La moto d'exhibition de Johnny Blaze.

Dans la bande dessinée Ghost Rider et dans le film, Johnny Blaze et son père sont cascadeurs à moto. Le père est atteint d'un cancer et son fils vend son âme au diable pour le guérir. Le diable respecte sa promesse, à sa façon... le père est guéri mais meurt durant une cascade. Cependant, dans la bande dessinée, il meurt durant une cascade prestigieuse alors que dans le film, il meurt au cours d'une cascade qu'il effectue quotidiennement. De plus, dans la bande dessinée, ce n'est pas pour sauver son père Barton du cancer que Johnny Blaze vend son âme mais pour son père adoptif, Crash Simpson (père biologique de Roxanne), qui recueillit Johnny alors que son père est mort au cours d'une cascade (ironie du destin, qui prend de la même façon deux êtres chers au cœur de Johnny). À la différence de Barton Blaze dans le film, Crash Simpson ignore que son cancer est guéri. C'est pourquoi il tente la cascade impossible qui l'emportera.
Dans la bande dessinée, Roxanne s'interpose entre le diable et Johnny Blaze pour protéger son fiancé et le diable est impuissant contre elle. Dans le film, elle joue plutôt le rôle de la femme que Johnny Blaze protège.
Dans le film, Johnny Blaze dispose d’un pouvoir supplémentaire par rapport à la bande dessinée, le « regard expiatoire » (pouvoir possédé d'ailleurs par le second Ghost Rider de Marvel Comics, Dan Ketch), qui consiste à infliger à une victime tout le poids et la douleur des péchés commis dans sa vie. Ce pouvoir est d'autant plus efficace que cette victime aura été un grand pécheur. Toutefois, il n'a d'effet que sur une créature ayant une âme, ce qui n’est pas le cas de Blackheart, qui est par conséquent immunisé contre lui.
Dans le film, Johnny contrôle sa transformation en Ghost Rider (du moins vers la fin du film), le faisant apparaître quand il le désire. Alors que dans le comics, il est possédé par un démon qui contrôle totalement son corps (sur lequel Johnny n'a donc plus la moindre emprise) quand il est Ghost Rider.
Le Carter Slade du film est inspiré du personnage homonyme du tout premier lancement de Ghost Rider en 1967, sous les plumes de Roy Thomas et Gary Friedrich, ainsi que sous le crayon de Dick Ayers. Le comic, qui n'a pas duré plus de sept épisodes, narre les (més)aventures d'un cowboy justicier vêtu d'un long manteau blanc. Pour éviter toute confusion avec le personnage incarné par Johnny Blaze, ce cavalier est renommé Night Rider ou plus couramment Phantom Rider.